# しらかわん
しらかわんは、福島県白河市の公認キャラクターである。

## 概要
平成25年に誕生した、白河市のご当地キャラクターである。特定非営利活動法人しらかわ市民活動支援会が運営している。生みの親は、白河市出身の漫画家 本町かずこ である。特徴的な眉毛は白河だるまのデザインの一部である「鶴」を、胸元の花は白河市の花である「梅」をモチーフとしている。

## プロフィール
公式ホームページによる。
- 名前 - しらかわん
- 住所 - 福島県白河市
- 誕生日 - 11月7日
- 趣味 - 白河市のPR、名所めぐり
- 好きな食べ物 - 白河ラーメン、白河そば、南湖だんご
- 好きな花 - 梅（白河市の花）、桜

## 歴史

### 2013年
- 「第1回ご当地キャラこども夢フェスタinしらかわ」で披露される[2]

### 2014年
- 第2回ご当地キャラこども夢フェスタinしらかわ 開催[2]
- 白河市関の森公園内にしらかわんのモニュメントがつくられる[2]

### 2015年
- 第3回ご当地キャラこども夢フェスタinしらかわ 開催[2]
- 風とロック芋煮会2015 KAZETOROCK IMONY LAND 出演[2]

### 2016年
- 第4回ご当地キャラこども夢フェスタinしらかわ 開催[2]
- 風とロック芋煮会 2016 KAZETOROCK IMONY WORLD 出演[2]

### 2017年
- 第5回ご当地キャラこども夢フェスタinしらかわ 開催[2]
- 風とロック芋煮会2017 KAZETOROCK IMONY COSMO 出演[2]